# Oxyptilus regulus
Oxyptilus regulus (tên tiếng Anh: Grape Boring Plume Moth) là một loài bướm đêm thuộc họ Pterophoridae. Nó được tìm thấy ở Úc, nhưng gần đây nó cũng được báo cáo tìm thấy từ miền nam Ấn Độ.
Ấu trùng được ghi nhận ăn các loài Vitis vinifera.